# August Ludwig von Nostitz
August Ludwig Ferdinand von Nostitz (ur. 27 grudnia 1777 w Cieślach pod Oleśnicą, zm. 28 maja 1866 w swoim majątku Sobota pod Lwówkiem Śląskim) – graf, pruski generał kawalerii i generał-adiutant Fryderyka Wilhelma III.

## Życie
Jego ojcem był graf Georg August Ludwig von Nostitz-Rieneck (1753–1795),matką baronówna Johanna von Reiswitz-Kaderzin und Grabowka (1756–1840). Nostitz po skończeniu studiów w 1799 r. zajął się administrowaniem majątkiem w powiecie Lwóweckim. W roku 1801 hr. Jan Henryk VI von Hochberg-Fürstenstein urządził turniej na zamku Książ na cześć pruskiej pary królewskiej. Podczas turnieju Nostitz przyciągnął uwagę Fryderyka Wilhelma III swoimi umiejętnościami jeździeckimi i pięknym koniem, tak że ten zaoferował mu stopień oficerski. 30 stycznia 1802 r. został podporucznikiem w pierwszej kompanii regimentu der Garder du Corps w Berlinie. W 1806 wziął Nostitz udział w wojnie jako porucznik (Premierlieutnant) i dowódca eskadronu. Walczył pod Jeną, został jednak pod Prenzlau wzięty do niewoli. Zwolniony pod słowem honoru, powrócił na Śląsk a 24 lutego 1810 rozstał się ze służbą. W czasie podróży, którą następnie przedsięwziął, został w Paryżu przedstawiony Napoleonowi.
Gdy tylko w roku 1813 król Fryderyk Wilhelm III przybył na Śląsk, Nostitz zameldował się w armii. Został mianowany rotmistrzem śląskiego regimentu ułanów a 16 maja na życzenie Blüchera został jego adiutantem, którą to funkcję pełnił nieprzerwanie do śmierci generała 12 września 1819 r. 19 sierpnia 1813 r. jego własne dobra w Sobocie stały się polem bitwy i zostały bardzo zdewastowane. W czasie bitwy pod Ligny wieczorem 16 czerwca towarzyszył Blücherowi w nieudanej szarży kawaleryjskiej. Gdy pod feldmarszałkiem ubito konia, Nostitz stanął z pistoletem w dłoni, by go bronić, a gdy zjawiła się odsiecz, odwiózł Blüchera w bezpieczne miejsce. W 1825 Nostitz został generalmajorem. Wojnę rosyjsko-turecką 1828–1829 spędził w kwaterze głównej cara Mikołaja I.
W 1835 r. Nostitz został drugim komendantem Berlina, w 1838 r. generalleutnantem, a w 1840 r. szefem piątego regimentu huzarów (huzarzy Blüchera). W 1847 r. porzucił aktywną służbę, otrzymał w 1849 r. stopień generała kawalerii i był od 1850 do 1860 posłem na dworze w Hanowerze.
Nostitz zmarł 28 maja 1866 i spoczął w mauzoleum w Sobocie.
Imię generała von Nostitza nosi od 1865 ulica w Berlinie na Kreuzbergu – Nostitzstraße.

## Rodzina
W 1829 Berlinie ożenił się z ks. Luizą von Hatzfeldt (1807–1858), córką księcia Żmigrodu Franza Ludwiga von Hatzfeldta.

## Odznaczenia
Odznaczenia gen. von Nostitza to między innymi:
- Order Orła Czarnego na łańcuchu
- Gwiazda Wielkiego Komtura Orderu Hohenzollernów
- Order Pour le Mérite z liśćmi dębu
- Krzyż Żelazny I klasy
- Order Hohenzollernów I klasy ordynku książęcego
- Krzyż Wielki Orderu Zasługi Korony Bawarskiej (Bawaria)
- Krzyż Wielki Orderu Henryka Lwa (Brunszwik)
- Krzyż Wielki Orderu Gwelfów (Hanower)
- Kawaler Orderu Marii Teresy (Austria)
- Kawaler Orderu Leopolda (Austria)
- Krzyż Wielki Orderu Domowego i Zasługi (Oldenburg)
- Order Świętego Aleksandra Newskiego z brylantami (Imperium Rosyjskie)
- Order Świętego Jerzego IV klasy (Imperium Rosyjskie)
- Order Świętego Włodzimierza II klasy (Imperium Rosyjskie)
- Komandor II klasy Orderu Sokoła Białego (Saksonia)
- Kawaler I klasy Orderu Miecza (Szwecja)

## Literatura
- Jaromir Hirtenfeld: Der Militär-Maria-Theresien-Orden und seine Mitglieder, Wien 1857, s. 1320.
- Bernhard von Poten, Nostitz, Ferdinand Graf von w ''Allgemeine Deutsche Biographie''